# Stazione di Amiens
La stazione di Amiens  è la principale stazione ferroviaria a servizio di Amiens e della sua agglomerazione, situata nel dipartimento della Somme, regione Alta Francia.
È servita dal TER.
La sua apertura all'esercizio avvenne nel 1855.